# Monako na Zimowych Igrzyskach Olimpijskich 2018
Monako na Zimowych Igrzyskach Olimpijskich 2018 – występ kadry sportowców reprezentujących Monako na igrzyskach olimpijskich w Pjongczangu w 2018 roku.
W kadrze znalazło się czworo zawodników – trzech mężczyzn i jedna kobiet. Reprezentanci Monako wystąpili w siedmiu konkurencjach w dwóch dyscyplinach sportowych – bobslejach i narciarstwie alpejskim.
Chorążym reprezentacji Monako podczas ceremonii otwarcia igrzysk był Rudy Rinaldi, a podczas ceremonii zamknięcia – Boris Vain. Reprezentacja Monako weszła na stadion jako 20. w kolejności, pomiędzy ekipami z Meksyku i Maroka.
Był to 10. start reprezentacji Monako na zimowych igrzyskach olimpijskich i 31. start olimpijski, wliczając w to letnie występy.

## Skład reprezentacji

### Bobsleje
| Konkurencja     | Zawodnicy               | Ślizg 1 | Ślizg 1 | Ślizg 2 | Ślizg 2 | Ślizg 3 | Ślizg 3 | Ślizg 4 | Ślizg 4 | Czas łączny | Miejsce |
| Konkurencja     | Zawodnicy               | Czas    | Miejsce | Czas    | Miejsce | Czas    | Miejsce | Czas    | Miejsce | Czas łączny | Miejsce |
| --------------- | ----------------------- | ------- | ------- | ------- | ------- | ------- | ------- | ------- | ------- | ----------- | ------- |
| Dwójki mężczyzn | Rudy Rinaldi Boris Vain | 49,85   | 20.     | 49,69   | 16.     | 49,68   | 19.     | 49,80   | 16.     | 3:19,02     | 19.     |

### Narciarstwo alpejskie
| Konkurencja              | Zawodnik          | Przejazd 1 | Przejazd 1 | Przejazd 2 | Przejazd 2 | Czas łączny | Miejsce |
| Konkurencja              | Zawodnik          | Czas       | Miejsce    | Czas       | Miejsce    | Czas łączny | Miejsce |
| ------------------------ | ----------------- | ---------- | ---------- | ---------- | ---------- | ----------- | ------- |
| Zjazd kobiet             | Alexandra Coletti | —          | —          | —          | —          | 1:45,04     | 27.     |
| Supergigant kobiet       | Alexandra Coletti | —          | —          | —          | —          | 1:24,01     | 30.     |
| Superkombinacja kobiet   | Alexandra Coletti | DNS        | DNS        | DNS        | DNS        | DNS         | DNS     |
| Slalom gigant mężczyzn   | Olivier Jenot     | 1:14,93    | 48.        | 1:14,16    | 37.        | 2:29,09     | 38.     |
| Supergigant mężczyzn     | Olivier Jenot     | —          | —          | —          | —          | 1:28,80     | 38.     |
| Superkombinacja mężczyzn | Olivier Jenot     | 1:22,71    | 47.        | 50,73      | 28.        | 2:13,44     | 28.     |